# Papaver fauriei
Papaver fauriei är en vallmoväxtart som beskrevs av Friedrich Karl Georg Fedde. Papaver fauriei ingår i släktet vallmor, och familjen vallmoväxter. Inga underarter finns listade i Catalogue of Life.